# 야유 (놀이)
야유(野遊)는 한국의 전통 민속놀이의 하나로 동래·수영·부산진 등지에서 들놀음을 의미한다. 그 근원은 초계(草溪) 밤마리에 둔 오광대 계통의 것으로 지신밟기 등의 농악놀이와도 관련이 있다.
음력 정월 대보름날 광장에 무대를 마련하고, 그 앞쪽에는 28개의 제등(提燈)을 공중에 매단다. 초저녁에 놀이가 시작되어 밤늦도록 계속된다. 동래야류는 1과장 문둥이, 2과장 양반, 3과장 영노, 4과장 할미·영감으로 구성되는데, 2과장 양반과 3과장 영노가 가장 볼 만하다. 수영야류는 1과장 양반, 2과장 영노, 3과장 할미·영감으로 구성된다.

## 참조 자료
- 이 문서에는 다음커뮤니케이션(현 카카오)에서 GFDL 또는 CC-SA 라이선스로 배포한 글로벌 세계대백과사전의 내용을 기초로 작성된 글이 포함되어 있습니다.